# نقصان کپری
نقصان کپری، روستایی در دهستان بوئینگ بخش مرکزی شهرستان جازموریان در استان کرمان ایران است.

## جمعیت
بر پایه سرشماری عمومی نفوس و مسکن در سال ۱۳۹۵، جمعیت این روستا برابر با ۲۷ نفر (۸ خانوار) بوده است.